# Шлемкевич Богдан Васильович
Богда́н Васи́льович Шлемке́вич (нар. 7 березня 1993, с. Білоберізка, Верховинський район, Івано-Франківська область, Україна — пом. 9 травня 2014, м. Маріуполь, Донецька область, Україна) — старший солдат Національної гвардії України, захисник Маріуполя.

## Життєпис
Богдан Шлемкевич народився в багатодітній родині у прикарпатському селі Білоберізка. З 1999 по 2008 рік навчався в Білоберізькій загальноосвітній школі. Після 9 класу пішов вчитися у Волинську православну богословську академію УПЦ КП, яку закінчив у 2012 році з відзнакою, здобувши диплом бакалавра з богослов'я. Замість вступу до магістратури свідомо вирішив виконати військовий обов'язок і навесні 2013 року призваний на строкову військову службу до лав Внутрішніх військ МВС, термін служби спливав 10 квітня. Після армії збирався одружитися і стати священником, як і його старший брат, священник Коломийської єпархії.
Старший солдат, старший дресирувальник кінологічної групи 1-го оперативного батальйону 45-го полку оперативного призначення Західного оперативно-територіального об'єднання НГУ, військова частина 4114, м. Львів.
Через російське вторгнення частину передислокували до Донецька, а звідти — до Маріуполя. Богдан у складі зведеного підрозділу НГУ прибув до Маріуполя 8 травня.
9 травня 2014 року вранці командир львівського полку полковник Валерій Смолов отримав інформацію, що Маріупольське міське управління міліції штурмують люди в балаклавах зі зброєю, перший поверх вже захоплений. Вирішили виїхати на допомогу офіцерам міліції, які зранку проводили нараду в адмінбудівлі, а там їх заблокували терористи. На під'їзді до управління вже було чутно стрільбу. Нацгвардійці пересувалися двома групами, коли вийшли на вулицю Георгіївську, по них терористи відкрили щільний вогонь з автоматичної зброї, також стріляв кулемет. Були поранені майор Дмитро Афанасьєв, солдат Роман Сапіла, командир луцької частини НГУ підполковник Степан Логуш. Старший солдат Богдан Шлемкевич, бронежилет якого пробили три кулі, загинув на місці від вогнепальних поранень.
13 травня з Богданом прощались у приміщенні Будинку культури села Білоберізка. Полеглого поховали з військовими почестями на сільському кладовищі.
Батько Богдана помер, залишились мати, два брати, сестра та наречена.

## Нагороди
20 червня 2014 року — за особисту мужність і героїзм, виявлені у захисті державного суверенітету та територіальної цілісності України, вірність військовій присязі та незламність духу, відзначений — нагороджений орденом «За мужність» III ступеня (посмертно).

## Вшанування пам'яті
8 травня 2015 року в Маріуполі на вул. Георгіївській відкрито меморіальну дошку на честь міліціонерів і військовослужбовців, які загинули під час захисту Маріупольського міськуправління міліції.
9 травня 2015 року в рідному селі Білоберізка відкрито меморіальну дошку на честь Богдана Шлемкевича.